# 梅賾
梅賾（？—？），又作梅頤，一說姓枚，字仲真，東晉汝南人。
早年其父为城阳太守，随父往任，遂在城阳从臧曹受古文《尚书》，曾官領軍司馬，轉任豫章內史，後官豫章太守，五胡南侵，梅賾於梅崗力抗之。王導因事逮捕他，陶侃派人在江口攔截，把梅賾救奪回來。
梅氏爲古文《尙書》傳授最後一人。晉元帝時，梅賾向朝廷獻上五十八篇用“隶古定”寫的古文《尚書》，附有孔安國著的《書傳》，還有一篇孔安國的序，遂立於學官。孔穎達作《尚書注疏》即以此為底本。宋人开始怀疑梅氏伪书，現已被考證為偽造，故稱《偽古文尚書》，所附孔安国的传述，被称为“伪孔传”。梅頤之弟梅陶，為王敦幕府之參軍。